# FK BSK Banja Luka
Le FK BSK Banja Luka est un club bosnien de football basé à Banja Luka. 
Le club participe à la deuxième division du championnat de Bosnie. Le club joue ses matchs à domicile au Stadion Caire, situé dans le quartier de Kočićev vijenac à Banja Luka.